# Большое строительство
«Большое строительство» или «Большая стройка» (укр. Велике будівництво) — украинская правительственная программа, инициированная президентом Украины Владимиром Зеленским в марте 2020 года. Целью программы было заявлено улучшение транспортной, образовательной, социальной и спортивной инфраструктуры. Координатором программы считается Юрий Голик, который фигурирует в ряде журналистских расследований и уголовных производств, связанных с распределением бюджетных средств и государственными подрядами.
В публичном пространстве программа получила неофициальное название «Большое воровство» (укр. Велике крадівництво) из-за многочисленных обвинений в масштабной коррупции и неэффективном использовании бюджетных ресурсов, которые активно обсуждаются в СМИ и обществе. Согласно данным опроса Центра Разумкова накануне полномасштабного российского вторжения, 57,1% респондентов считали приоритетным финансирование армии, а не реализацию программы «Большая строительство».

## История
Программу инициировал президент Украины Владимир Зеленский в марте 2020 года, её реализацией начало заниматься Министерство развития общин и территорий. В рамках программы — восстановление и строительство школ, детсадов, спортивной инфраструктуры. Президент Зеленский пообещал за пять лет своей каденции обновить 25 тысяч километров дорог (всего в стране 170 тысяч км дорог). В 2020 году было запланировано завершить 10 долгостроев. В течение 2020 года было отремонтировано 150 км дорог, ведущих к международным пунктам пропуска, построено и обновлено 216 мостов. Программа стартовала на фоне пандемии коронавируса и, по словам Зеленского, создала 200 000 рабочих мест.

Объекты «Большого строительства»
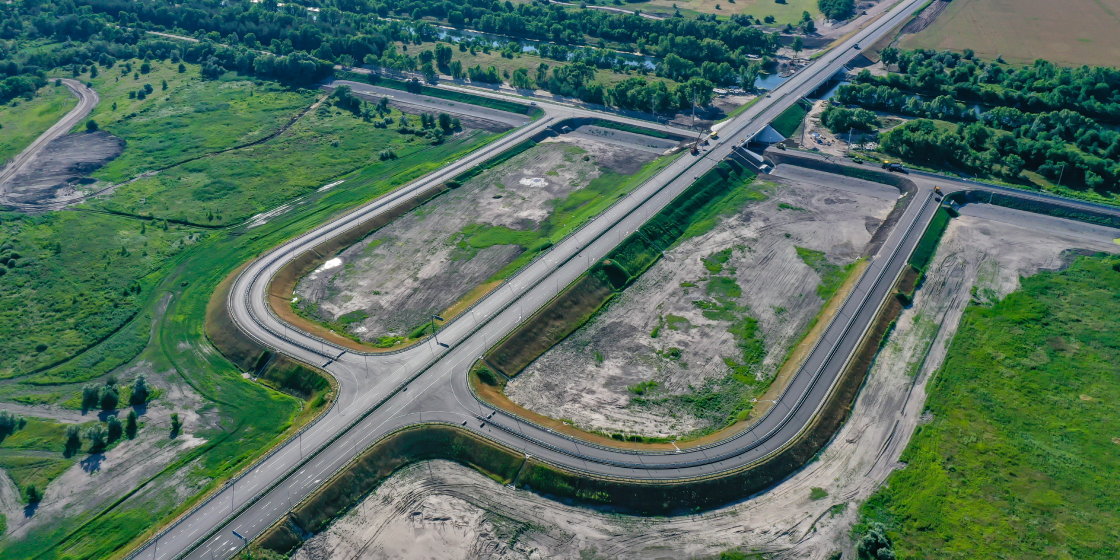
Трасса Запорожье — Мариуполь
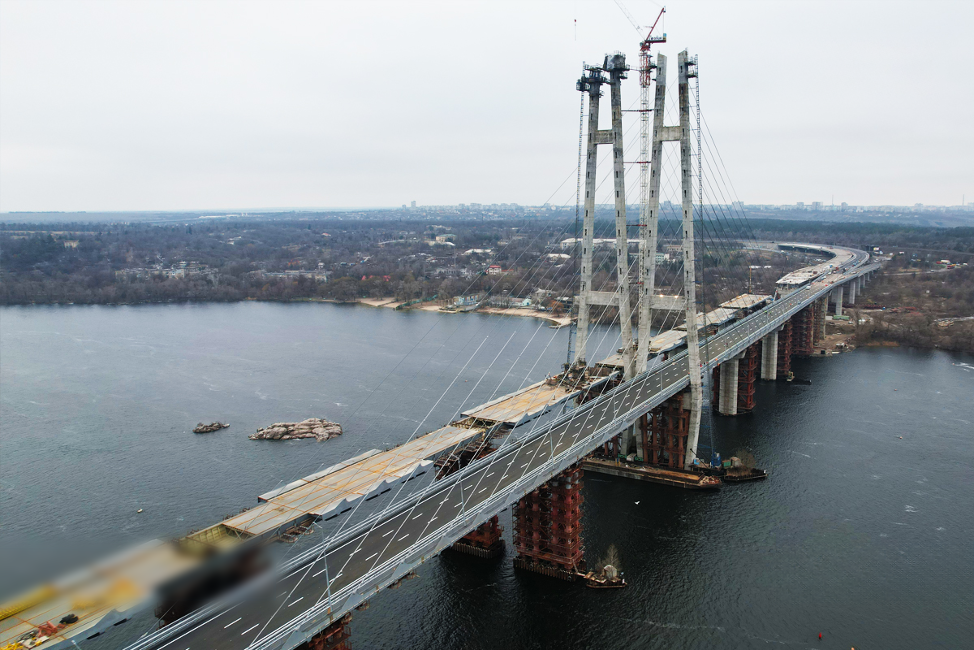
Достройка моста в Запорожье
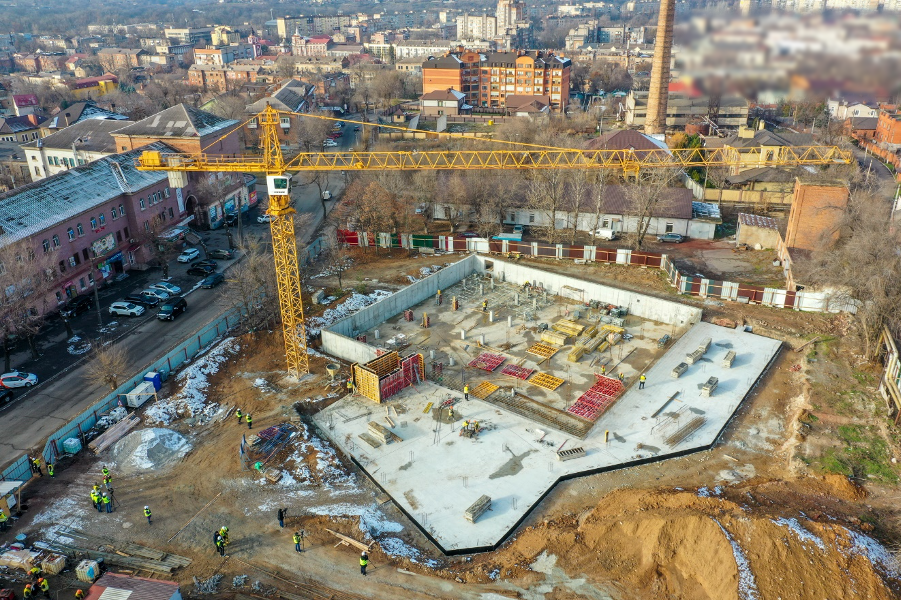
Постройка бассейна в Кривом Роге
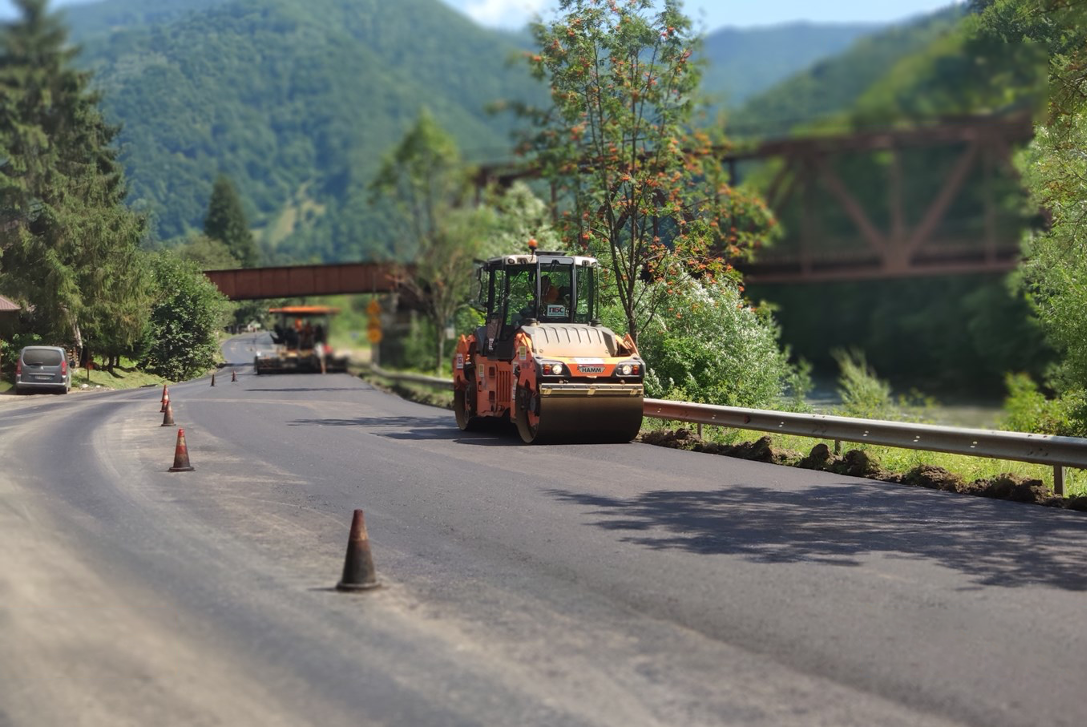
Ремонт дороги на Закарпатье

## Роль Юрия Голика

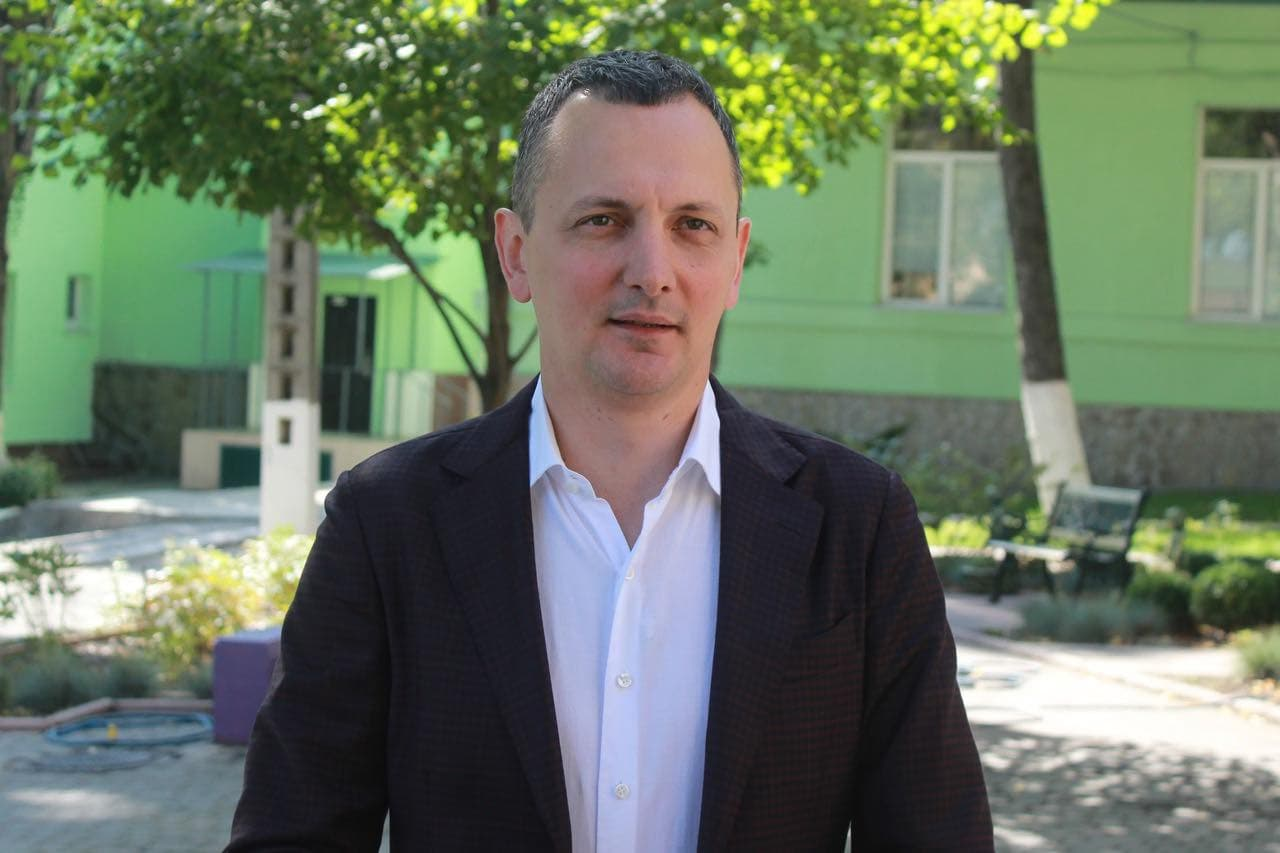
Юрий Голик, координатор «Великого строительства»

Ключевую роль в реализации программы играл Юрий Голик, бывший советник главы Днепропетровской ОГА Валентина Резниченко. Он координировал информационное сопровождение проекта и участвовал в распределении подрядов. Однако деятельность Голика в проекте сопровождалась многочисленными коррупционными скандалами и журналистскими расследованиями.
В 2022 году журналисты-расследователи опубликовали информацию о том, что компания «Будинвест Инжиниринг», совладелицей которой является близкая подруга Резниченко, получила миллиардные заказы на ремонт дорог в рамках программы. После публикации материалов НАБУ провело обыски у Юрия Голика в связи с подозрениями в коррупционных схемах
. Кроме того, в телефоне Голика было обнаружено переписку с подрядчиком, который получил государственные контракты на более чем 4 млрд гривен. В сообщениях обсуждалась координация действий между Голиком и подрядчиком, включая получение субсидий и ход строительных работ.
Несмотря на отсутствие официальной должности, журналисты зафиксировали его регулярные посещения Офиса Президента Украины, что указывало на наличие неформального влияния в структурах власти.

## Критика

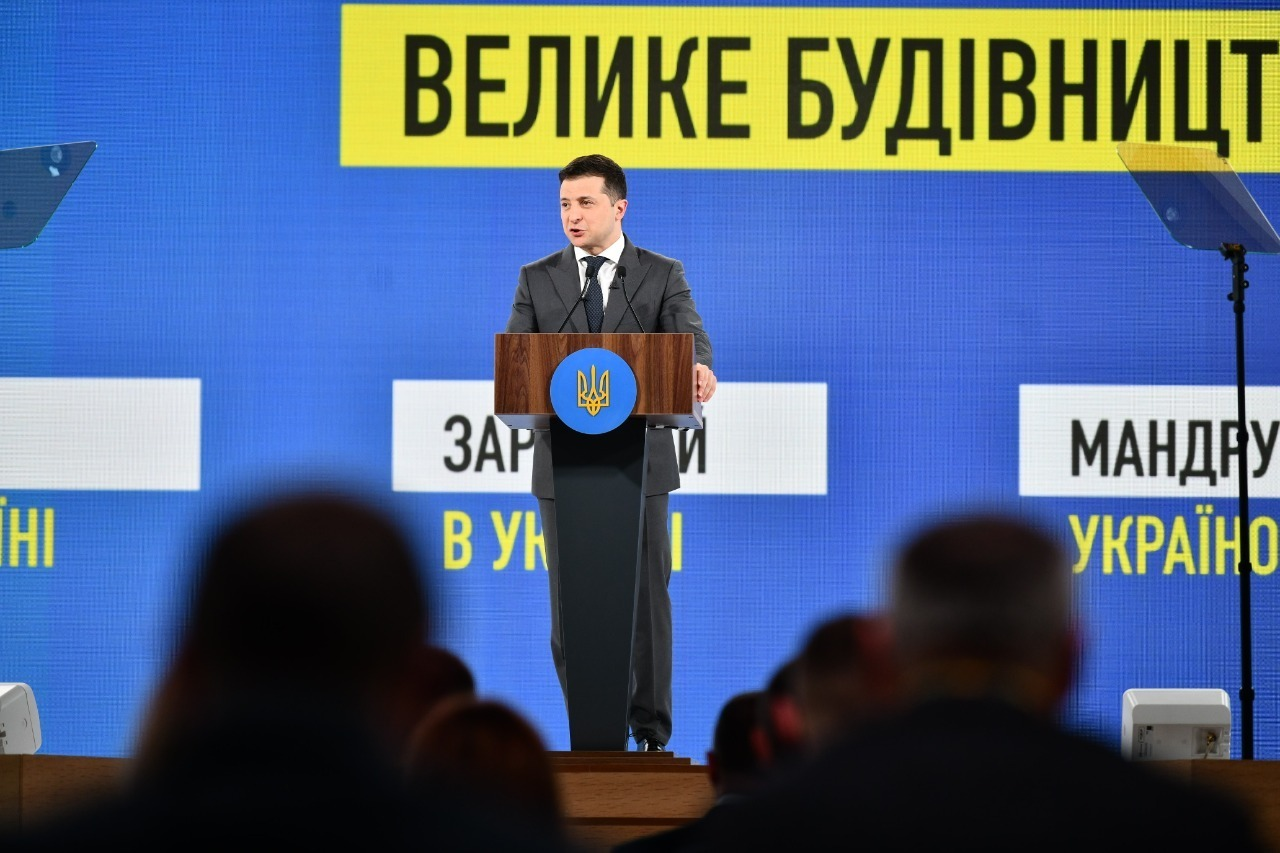
Зеленский рассказывает о программе «Большое строительство», 2021 год

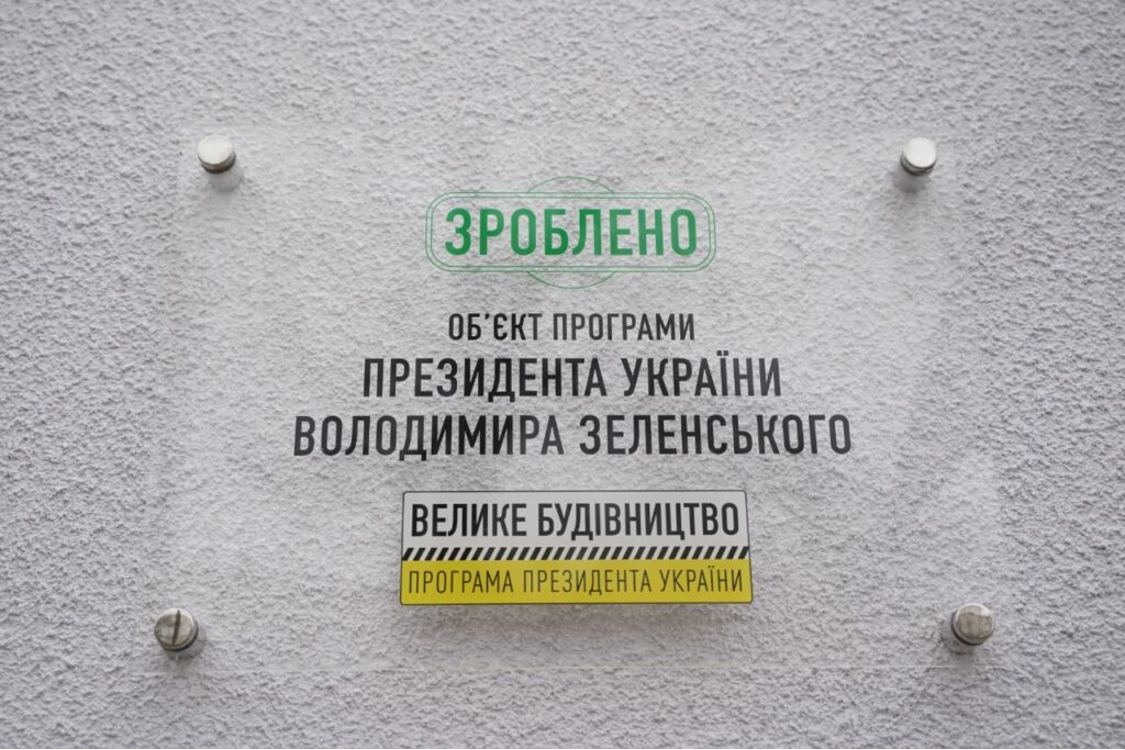
Табличка на объекте в Фастове

«Большое строительство» подверглось критике со стороны журналистов как медийная PR-кампания президента Владимира Зеленского, поскольку не было ни одного правительственного документа с перечнем объектов и условий участия в конкурсе программы. Кроме того, многие объекты «Большого строительства» построили ещё до начала программы, однако открывали их уже под вывесками правительственной программы.
В течение 2020 года в рамках «Большого строительства» построили 4000 км дорог за 120 млрд гривен, однако в 2018 году на 3800 км дорог потратили 40 млрд гривен — строительство стало дороже в три раза. Поэтому программу нередко стали называть «Большое воровство» («Велике крадівництво»).
В 2020 году правоохранительные органы выявили 429 уголовных правонарушений во время выполнения работ в рамках «Большого строительства».
В противоположность этому стоит отметить, что вычислять среднюю цену одного километра дороги или сравнивать с предыдущими годами не очень корректно, так как в общую сумму строительства входят различные искусственные сооружения (мосты, туннели, водопропускники и т. д.) и коммуникации, что однозначно удорожает строительство.
Кроме того реализация программы была использована для пиара со стороны Офиса президента и представителей местной власти. Ряд украинских политиков начали оформлять свои страницы в социальных сетях используя бренд «Большого строительства», а у самих объектов строительства были установлены рекламные указатели. Правящая партия «Слуга народа» выбрала тему реализации программы «Большое строительство» центральной накануне местных выборов 2020 года.
Критики программы также указывают на картельный сговор, поскольку значительную часть тендеров выигрывали шесть компаний, имевшие на 2020 год порядка 67 % всех заказов Укравтодора. Одним из критиков проекта стал советник председателя Офиса президента и бывший министр финансов Украины Игорь Уманский, говоривший об освоении картелем средств на дорожное строительство из перечисленных ранее из фонда по борьбе с COVID-19.

## Оценки
По данным КМИС в 2020 году «Большое строительство» (поддержка — 67 % респондентов), вместе с инициативой прекращения огня на востоке Украины, пользовалось наибольшей популярностью населения Украины среди инициатив власти.
В 2022–2023 годах программа подвергалась дополнительной критике из-за приоритетного финансирования инфраструктурных проектов на фоне обострения угрозы полномасштабного вторжения России. Эксперты и общественные активисты отмечали, что значительные ресурсы могли быть направлены на усиление обороноспособности государства, а часть расходов «Большого строительства» является неэффективной с учетом военного положения.
Согласно данным опроса Центра Разумкова, проведенного накануне полномасштабного российского вторжения, 57,1% респондентов считали более приоритетным финансирование армии, чем реализацию программы «Большое строительство».

## Расходы на финансирование

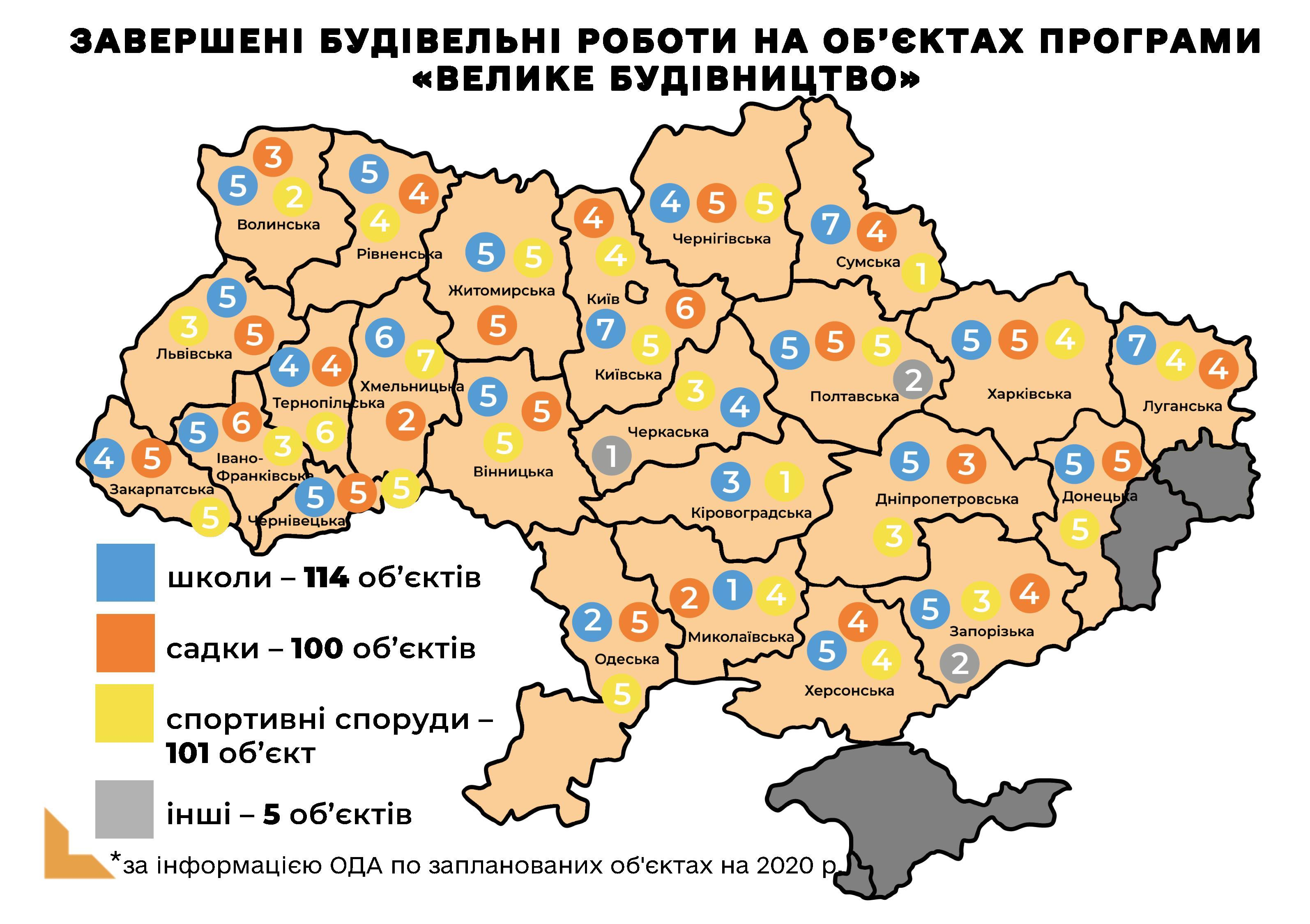
Объекты «Большого строительства», завершённые в 2020 году, на карте Украины

Расходы на финансирование «Большого строительства» приведены по состоянию на 1 октября 2020 года.
| Регион            | Количество объектов | Объём финансирования, тыс. грн. | Объём финансирования, тыс. грн.   | Кассовые расходы, тыс. грн. |
| Регион            | Количество объектов | Государственный бюджет          | Местный бюджет и другие источники | Кассовые расходы, тыс. грн. |
| ----------------- | ------------------- | ------------------------------- | --------------------------------- | --------------------------- |
| Винницкая         | 25                  | 113 521,05                      | 66 178,34                         | 66 448,27                   |
| Волынская         | 19                  | 184 638,38                      | 21 854,20                         | 70 860,11                   |
| Днепропетровская  | 29                  | 225 873,63                      | 191 417,39                        | 214 243,93                  |
| Донецкая          | 26                  | 120 636,73                      | 297 551,02                        | 167 626,62                  |
| Житомирская       | 30                  | 167 301,79                      | 33 749,20                         | 75 825,98                   |
| Закарпатская      | 25                  | 67 712,80                       | 16 595,45                         | 37 038,53                   |
| Запорожская       | 27                  | 246 449,85                      | 45 810,90                         | 64 142,67                   |
| Ивано-Франковская | 24                  | 115 630,17                      | 19 662,95                         | 51 243,82                   |
| Киевская          | 31                  | 105 389,55                      | 156 888,22                        | 110 082,25                  |
| Кировоградская    | 22                  | 165 390,09                      | 15 062,24                         | 24 302,52                   |
| Луганская         | 20                  | 84 562,88                       | 31 555,68                         | 31 676,71                   |
| Львовская         | 25                  | 151 988,50                      | 51 380,40                         | 102 899,11                  |
| г. Киев           | 11                  | 55 617,79                       | 563 254,90                        | 272 548,30                  |
| Николаевская      | 21                  | 25 258,30                       | 71 350,90                         | 44 314,23                   |
| Одесская          | 30                  | 230 007,38                      | 224 375,78                        | 198 823,28                  |
| Полтавская        | 23                  | 111 775,64                      | 92 984,96                         | 153 802,72                  |
| Ровненская        | 22                  | 96 883,50                       | 113 122,58                        | 42 074,18                   |
| Сумская           | 22                  | 118 083,93                      | 31 698,97                         | 29 649,25                   |
| Тернопольская     | 22                  | 114 597,65                      | 65 426,14                         | 56 086,34                   |
| Харьковская       | 30                  | 149 266,38                      | 77 536,52                         | 87 074,93                   |
| Херсонская        | 26                  | 125 382,10                      | 49 953,03                         | 69 072,62                   |
| Хмельницкая       | 21                  | 131 805,99                      | 26 022,30                         | 62 323,37                   |
| Черкасская        | 18                  | 75 634,25                       | 19 536,52                         | 34 719,82                   |
| Черновицкая       | 20                  | 139 628,02                      | 33 828,04                         | 63 974,09                   |
| Черниговская      | 24                  | 68 504,40                       | 37 157,80                         | 39 132,08                   |
| Всего             | 593                 | 3 191 540,75                    | 2 353 954,43                      | 2 169 985,72                |

## Финансирование дорожных работ во время войны
В августе 2022 года журналисты-расследователи сообщили, что в условиях полномасштабного российского вторжения государство продолжило финансировать дорожные проекты без использования системы «Prozorro». Крупнейшие выплаты получила компания «Будинвест Инжиниринг», связанная с Днепропетровской ОГА и координатором «Большого строительства» Юрием Голиком.
| Подрядчик                    | Сумма выплат (грн) |
| ---------------------------- | ------------------ |
| «Будинвест Инжиниринг»       | 1 034 611 599      |
| «Автомагистраль 2016»        | 197 096 724        |
| «Автомагистраль-Юг»          | 172 305 506        |
| «Онур Констракшн Интернешнл» | 139 916 647        |
| «Техно-Буд-Центр»            | 128 055 995        |
| «Харьковский облавтодор»     | 127 072 306        |
| «Хмельницкий облавтодор»     | 104 453 079        |
| «Ростдорстрой»               | 100 057 504        |
| «Спец Комплект Постав»       | 92 556 163         |
| СУНП «Автострада»            | 75 866 659         |
| ЧП «Автомагистраль»          | 75 257 214         |